# IC 3083
IC 3083 је ознака објекта на координатама са ректансцензијом 12h 16m 24,0s и деклинацијом + 12° 35" 40'. Открио га је Ројал Харвуд Фрост, 7. маја 1904. Каснијим посматрањима на том положају није уочен никакав астрономски објекат.